# Шестопалов, Владимир Алексеевич
Влади́мир Алексе́евич Шестопа́лов (род. 1959, Малгобек, Чечено-Ингушская АССР, РСФСР, СССР) — российский государственный деятель. Глава города Пятигорска с 2004 по 2006.

## Биография
Родился в 1959 в городе Малгобеке (Ингушетия), в многодетной семье.
Окончил Северо-Кавказский горно-металлургический институт в городе Орджоникидзе (Владикавказ).
Работал в Красноярском крае на металлургическом комбинате, где прошёл путь от молодого специалиста до главного инженера плавильного цеха.
С 1990 по 2004 — руководитель Пятигорского теплоэнергетического комплекса (в обиходе мусоросжигательный завод).
С 2004 по 2006 — Глава города Пятигорска.

## Выборы и деятельность на посту мэра
Победа Шестопалова на муниципальных выборах для многих стала неожиданностью.
1 июля 2004 у дома Шестопалова было обнаружено взрывное устройство, состоявшее из электродетонатора и 400 граммов тротила. По некоторым данным, оболочка была начинена для усиления поражающего фактора болтами и гайками. В действие бомбу должны были привести дистанционно. Хотя, как сообщали некоторые СМИ со ссылками на своих экспертов, бомба могла оказаться и муляжом:

"Взрывное устройство обнаружил его 17-летний родственник, которому было поручено косить траву на участке перед домом. В ней-то и оказалась пластиковая бутылка, завернутая в пропитанный алебастром бинт. Молодой человек потряс бутылку, услышал, как там что-то гремит, и выбросил в мусорный ящик. После этого позвонил хозяину на мобильник, чтобы рассказать о странной находке. Глава вернулся домой и вызвал знакомых милиционеров из РУБОПа, которые, исследовав бутылку, сделали вывод, что это бомба. Как только событие попало на ленты информационных агентств, журналисты бросились штурмовать свои источники в правоохранительных органах, и многих из них удивило, что милиция и ФСБ отнеслись к данному факту скептически, и в неофициальных беседах иначе как муляжом «опасную» находку не называли.
Как пояснил корреспонденту «СП» член Северо-Кавказской межрегиональной Ассоциации ветеранов военной разведки и войск специального назначения подполковник ГРУ в отставке Владимир Калинин, который общался с Шестопаловым сразу после «покушения», с самого начала было понятно, что это устройство не должно взорваться, хотя и собрано из рабочих элементов. «Прежде всего следует знать, что взрывное устройство делается из расчета на неизвлекаемость,- сказал он, — оно должно было сработать так, чтобы впоследствии нельзя было по фрагментам найти отпечатки пальцев или номера микросхем. А эта бутылка даже не была прикопана. Более того, взрыватель, который должен был по идее привести в действие весь механизм, по мощности не соответствовал тем компонентам, из которых эта „адская машинка“ была собрана».
— «Броня крепка и джипы наши быстры», газета «Ставропольская правда» от 15 июня 2005 г.
В 2005 Шестопалов обратился с открытым письмом к тогдашнему президенту России Владимиру Путину с жалобой на прокуратуру Пятигорска и Ставропольского края. Из письма следовало, что работники городской прокуратуры не заинтересованы «в расследовании нарушений в ходе приватизации в 2002—2003 годах, а краевая прокуратура не хочет бороться с коррупцией».

## Уголовное дело
11 апреля 2006 Пятигорский городской суд признал мэра города Владимира Шестопалова виновным в превышении должностных полномочий и приговорил его к 2,5 годам лишения свободы условно с испытательным сроком 2 года. Кроме того, Шестопалов был лишён права занимать руководящие должности в муниципальных органах в течение 1,5 лет. По данным следствия, из-за неправомерных действий Шестопалова на нецелевые средства было потрачено 1,26 млн рублей бюджетных средств, которые должны были быть направлены на ремонт аварийного городского жилья.
Также был признан виновным в том, что за счёт средств МУП незаконно распорядился купить бронированный автомобиль. Как пояснил в суде заместитель мэра Юрий Корнет, поводом к этому стало обнаружение взрывного устройства возле домовладения пятигорского градоначальника летом 2004. Суд признал доказанным и эпизод с незаконным оформлением в октябре 2004 на работу в МУП «Управляющая компания объектами инженерной инфраструктуры и ЖКХ» зятя Шестопалова Алексея Егорова и коллегу по прежней работе мэра на местном мусоросжигательном заводе Сергея Блинова.

## Семья
Женат, имеет пять дочерей и четверых внуков.

## Награды
- Медаль ордена «За заслуги перед Отечеством» II степени (4 марта 1998) — за многолетний добросовестный труд и большой вклад в укрепление дружбы и сотрудничества между народами[6]